# Porto de Aqaba
O Porto de Aqaba é o único porto da Jordânia, e é propriedade da Aqaba Development Corporation (ADC) e possui 12 terminais operados por cinco operadoras: a Aqaba Company para gestão e operação portuária; Terminal de Contêineres de Aqaba; Empresa Portuária Industrial; fosfato Empresa; Companhia Nacional de Energia Elétrica e a pilotagem operada pela Companhia de Serviços Marítimos do porto de Aqaba.

## Histórico
Aqaba tem sido um importante porto desde a Idade do Ferro. A Bíblia refere-se à área em (1 Reis 9:26): "O rei Salomão também construiu navios em Eziom-Geber, que fica perto de Eloth em Edom, nas margens do Mar Vermelho", em que Eloth se refere a um porto na os terrenos de Aqaba. O porto de Aqaba foi particularmente importante depois que os otomanos construíram a ferrovia de Hejaz, que liga o porto a Damasco e Medina. Hoje, a economia de Aqaba é amplamente baseada no setor portuário. Recentemente, Abu Dhabi com um consórcio de empresas chamado Al Maabar venceu a licitação para administrar o porto de Aqaba por 30 anos e expandir o terminal de balsas existente que recebe cerca de 1,3 milhão de passageiros e milhares de caminhões e carros vindos da costa do Egito.

### Realocação
Em 2006, o porto foi transferido do centro da cidade para o sul, devido a um nível de água mais profundo naquela região. Outra realocação também está programada; colocaria o porto perto da parte mais ao sul da província, perto da fronteira com a Arábia Saudita.